# Fibrocemento

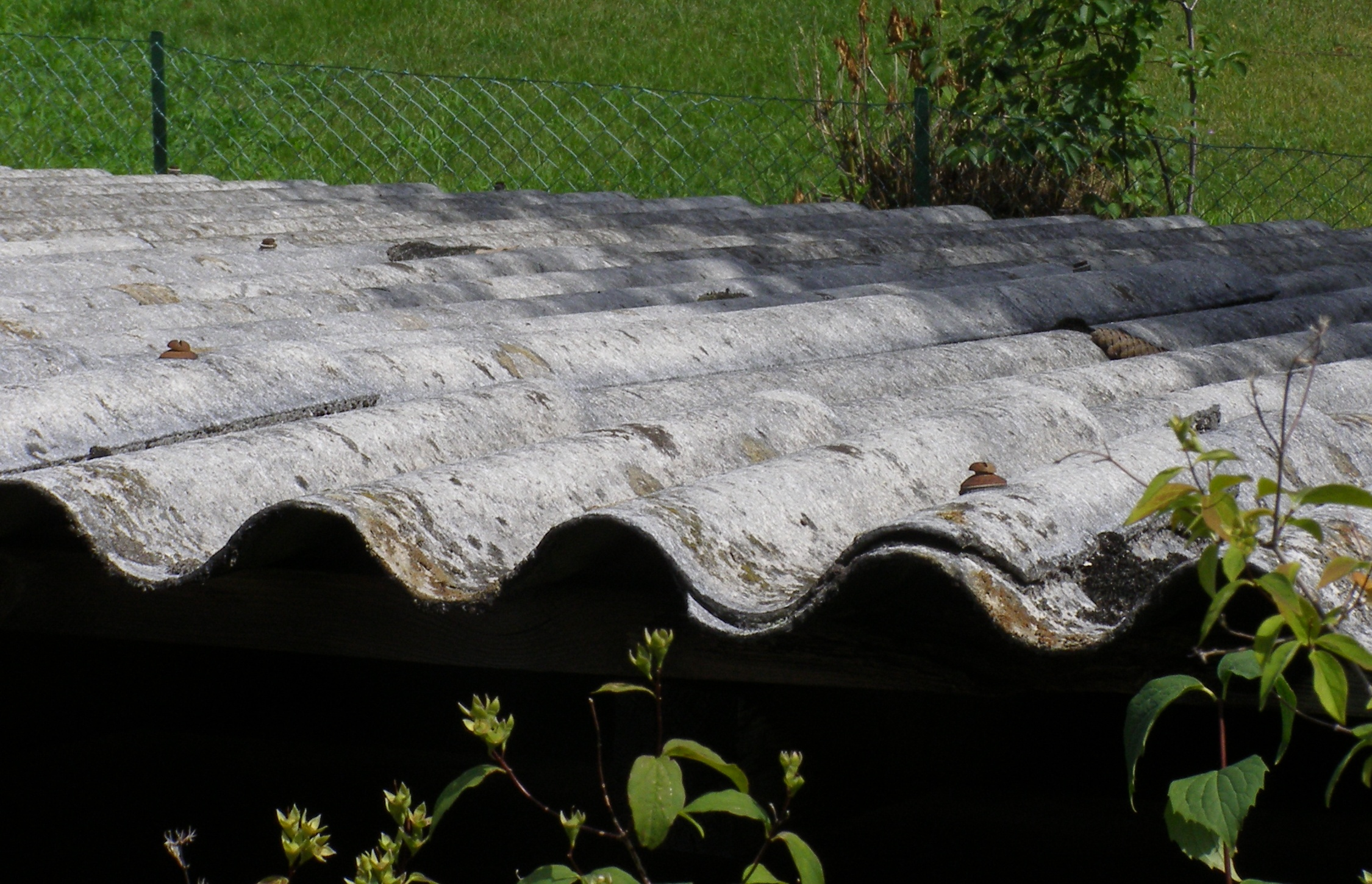
Tetto in lastre ondulate di Eternit

Con fibrocemento  si intende  un materiale costituito da una mistura di cemento e fibre di altro materiale con un'elevata resistenza alla trazione, utilizzato in particolare nell'edilizia. I manufatti ottenuti con questa mescola hanno una notevole resistenza alla corrosione, alla temperatura e all'usura, insieme a una notevole leggerezza.
Fino all'inizio degli anni 1990, quando per il fibrocemento era utilizzato l'amianto, il materiale era noto come cemento-amianto o, dal nome di uno dei produttori italiani, Eternit; a partire dal 1992,  anno in cui è stato vietato in Italia l'uso dell'amianto, dimostratosi altamente tossico e cancerogeno,  nel fibrocemento sono state impiegate altre fibre, come quelle di legno.

## Cemento-amianto
Per le sue caratteristiche, il cemento-amianto è stato largamente utilizzato dagli anni cinquanta agli ottanta nella costruzione edilizia, in particolare per la realizzazione di lastre di copertura, tubi, cisterne e pannelli antincendio, ma anche per guarnizioni, dischi dei freni, coibentazioni termiche e acustiche in navi, treni ecc.
Si è in seguito dimostrato che l'amianto è un materiale cancerogeno. Le polveri di amianto infatti, se inalate, possono provocare l'asbestosi, alla quale potrebbero associarsi tumori delle pleure, ovvero il mesotelioma della pleura, e dei bronchi, in caso di esposizioni prolungate.
Con la Legge 27 marzo 1992, n. 257 sono state vietate in Italia l'estrazione, l'importazione, l'esportazione, la commercializzazione e la produzione di amianto o di prodotti contenenti amianto.

## Produzione di fibrocemento con amianto in Italia
Le principali società italiane produttrici di fibrocemento con amianto sono state:
- l'Eternit, negli stabilimenti di Casale Monferrato (principale), Cavagnolo, Rubiera, Bagnoli e Priolo Gargallo.
- la Società Italiana Amianto, nello stabilimento di Grugliasco.
- la Fibronit, negli stabilimenti di Broni e di Bari.
- la Salonit, nello stabilimento di Salona d'Isonzo, oggi in Slovenia.
- la Cemental, nello stabilimento di Correggio.

## Fibrocemento ecologico
I manufatti in fibrocemento ecologico sono costituiti da una matrice cementizia rinforzata non da fibre di amianto ma con filamenti organici, naturali e sintetici. Con questa nuova tecnologia si realizzano lastre piane e ondulate, pozzetti prefabbricati, tubazioni. 
Lastre ondulate curve o rette in fibrocemento senza amianto usate con funzione portante per le coperture di manufatti civili ed industriali (in genere tetti di capannoni o come sottocoppo in altre tipologie edilizie) sono state messe in commercio in assenza delle dovute autorizzazioni del Servizio Tecnico Centrale (Ministero dei Lavori Pubblici - Infrastrutture e Trasporti). In assenza di idonei dispositivi di sicurezza, possono dar luogo ad incidenti sul lavoro tipicamente per caduta dall'alto dall'esito quasi sempre mortale.
Uno dei materiali (privo dei titoli autorizzativi ed ora non più commercializzato) che ha dato prova di elevato degrado delle caratteristiche meccaniche nel tempo è l'Econit, per anni prodotto in Italia su licenza di Dansk Eternit dalle ditte Maranit (FE) e Copernit (MN), per il quale il primo segnale del decadimento delle caratteristiche di resistenza meccanica è il verificarsi di infiltrazioni dalle coperture dovuta a fessurazione delle lastre ondulate.